# 尺骨

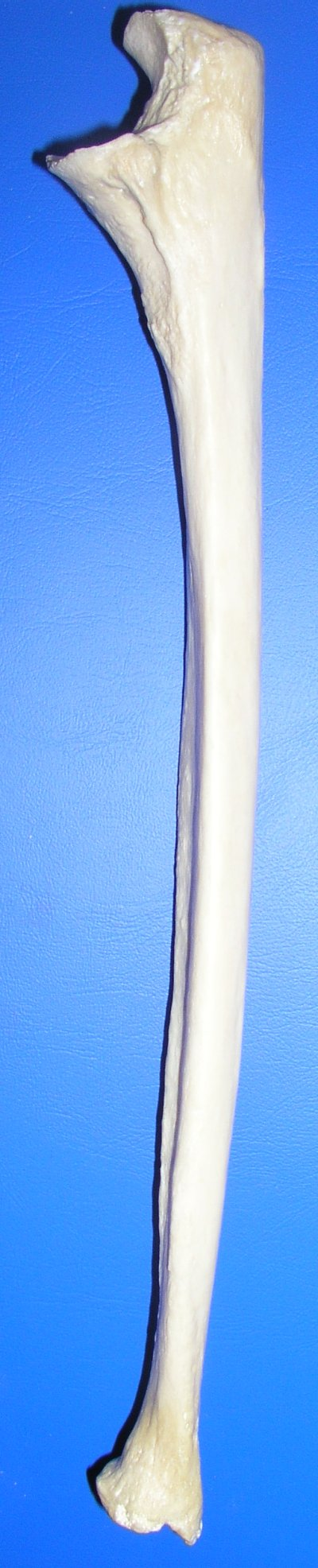
側面から見た尺骨

尺骨（しゃっこつ、英語: elbow bone、ラテン語: ulna,〈複数形〉ulnae）は、四肢動物の前肢を構成する骨であり、前腕の二本の長い骨のうちの一つである。
断面は角柱状の形状を取り、橈骨と平行に並んで存在している。尺骨と橈骨の大きさや長さを比較すると、尺骨の方がやや大きく長い。解剖学的正位（腕を体の脇に下げ、掌の表側を前に向けた位置）において、体に近い内側（）側にあり、小指の側に位置するのが尺骨である。
前腕および手の尺骨側を尺側（）という。同部位に対しては医学用語の内側（）が日常語の外側（）に当たり、紛らわしい。尺側の反対側を橈側（）と呼ぶ。

## 構造
ヒトの尺骨は左右の前腕に1つずつ存在しており、橈骨とともに前腕構造を支持し、髄腔の存在する管状骨、すなわち長骨に分類される。
- 尺骨

近位端に滑車切痕 (Trochlear notch) と言う特徴ある構造をもち、上腕骨滑車を包むように上腕骨と関節する。橈骨とは反対に近位端の方が太く遠位方向に移行するに従って細くなり、遠位端には尺骨茎状突起 (Ulnar styloid process) と言う突起構造をもつ。
- 滑車切痕 - 近位端、前面像
- 尺骨肘頭突起 - 遠位端、前面像

## 尺骨と関節する骨
近位端では尺骨滑車切痕が上腕骨滑車と関節し腕尺関節（肘関節の一部）を形成し、橈骨と上撓尺関節（肘関節の一部）を形成する。遠位端では橈骨と下橈尺関節を形成する。

## 尺骨から起始する筋肉
- 円回内筋（尺骨頭）[6]
- 回外筋[7]
- 示指伸筋[7]
- 尺側手根屈筋（尺骨頭）[8]
- 尺側手根伸筋（尺骨頭）[9]
- 深指屈筋[10]
- 浅指屈筋（上腕尺骨頭）[8]
- 長母指屈筋
- 長母指伸筋[7]
- 方形回内筋[11]

## 尺骨に停止する筋肉
- 上腕筋[12]
- 上腕三頭筋腱[13]
- 肘筋[13]

## 語源
英語など欧州諸語で使用されている ulna は、もともとラテン語で「下腕」という意味である。
古い中国医学では、清代の『医宗金鑑』に（現在で言う）橈骨とまとめて「臂骨」と言われ、狭義では尺骨を「臂骨」（つまり総称と区別しない）と、橈骨を「輔骨」（俗に纏骨）と呼んだ。
杉田玄白もこれを踏襲し、『解体新書』では尺骨を「橈臂骨」と、橈骨を「直臂骨」と訳している。
現在の「尺骨」という訳語は、『重訂解体新書』で大槻玄沢が義訳（意訳のこと）として初めて用いた用語で、古代ローマで肘（から中指にかけて）が長さの単位（キュービット）として用いられたことから、古代中国周制における身体尺の一つである「尺」を当てはめたものである。